# Valli del Pasubio
Valli del Pasubio est une commune italienne de la province de Vicence dans la région Vénétie en Italie. Elle possède deux frazioni : Sant'Antonio et Staro. 

## Géographie

### Communes limitrophes
Posina, Recoaro Terme, Schio, Torrebelvicino, Trambileno, Vallarsa

### Frazioni
Les deux deux frazioni de la commune sont Sant'Antonio et Staro.

## Histoire
La ville actuelle de Valli del Pasubio dérive de deux réalités distinctes qui, pendant des siècles, ont suivi des événements historiques et administratifs différents : sur la rive droite de Leogra s'étendaient les Valli dei Signori (Valles Dominorum), ainsi appelés parce qu'ils appartenaient à l'origine aux seigneurs de Vivaro, seigneurs féodaux de l'évêque de Vicenza ; sur la rive gauche était Valli dei Conti (Valles Comitum), qui appartiennent aux comtes de Vicenza, les Maltraversi.

## Politique et administration

### Liste des maires
| Période                                  | Période     | Identité          | Étiquette | Qualité |
| ---------------------------------------- | ----------- | ----------------- | --------- | ------- |
| Les données manquantes sont à compléter. |             |                   |           |         |
|                                          |             |                   |           |         |
| 14 juin 1999                             | 8 juin 2009 | Fausto Dalla Riva |           |         |
| 8 juin 2009                              | 26 mai 2019 | Armando Cunegato  |           |         |
| 26 mai 2019                              | En cours    | Carlo Bettanin    |           |         |

## Culture locale et patrimoine

### Personnalités liées à la commune
- Lorenzo Massarotto (it) (1950-2005) : alpiniste mort à Valli del Pasubio.